# Кербивил (Мисури)
Кербивил (енгл. Kirbyville) град је у америчкој савезној држави Мисури.

## Демографија
По попису из 2010. године број становника је 207.
| Група             | 2000.    | 2010.       |
| Белци             | 0 (0,0%) | 183 (88,4%) |
| Афроамериканци    | 0 (0,0%) | 1 (0,5%)    |
| Азијати           | 0 (0,0%) | 5 (2,4%)    |
| Хиспаноамериканци | 0 (0,0%) | 14 (6,8%)   |
| Укупно            | 0        | 207         |